# Malte Refardt
Malte Refardt (* 1974 in Hamburg) ist ein deutscher Fagottist. Er ist Solofagottist der NDR Radiophilharmonie Hannover sowie seit 2006 Professor für Fagott an der Folkwang Universität der Künste in Essen. 

## Leben
Refardt studierte von 1995 bis 1997 Fagott an der Folkwang Hochschule Essen. Anschließend wechselte er 1997 an die Hochschule für Musik und Theater in Hannover, die er im Jahre 2000 mit dem Diplom abschloss. Seit 2003 hatte er  als Lehrbeauftragter an der Folkwang Hochschule unterrichtet. Im April 2004 legte er an der Hochschule für Musik in Köln das Konzertexamen ab.
Als Solo-Fagottist des Gustav-Mahler-Jugendorchesters und des Mahler Chamber Orchestra spielte er während seiner Studienzeit unter den Dirigenten Pierre Boulez, Kent Nagano und Claudio Abbado. Er spielte u. a. als Solofagottist an der Bayerischen Staatsoper unter Zubin Mehta und wirkt seit 2003 unter Seiji Ozawa als Solofagottist beim Saito Kinen Orchestra, der Tokyo Opera Nomori und beim Mito Chamber Orchestra mit.
Daneben musizierte Refardt u. a. im Ensemble Oktoplus und mit  Eduard Brunner, Ana Chumachenco, Natalia Gutman, Wen-Sinn Yang, dem Ma'alot-Quintett oder dem Ensemble Acht. Mit dem Arte Ensemble, gegründet von Solisten der NDR-Radiophilharmonie, tritt Malte Refardt bei zahlreichen renommierten Musikfestivals auf, so z. B. beim Schleswig-Holstein Musik Festival. Regelmäßig gastiert er bei verschiedenen deutschen Orchestern, wie dem Symphonieorchester des Bayerischen Rundfunks oder den Bamberger Symphonikern. Im Bereich der Neuen Musik wirkt Malte Refardt seit 1995 immer wieder im Ensemble Modern (Frankfurt) mit.
Ab 2009 übernahm er außerdem in der Schweiz zusammen mit Taia Lysy die künstlerische Leitung der Domleschger Sommerkonzerte. Bei den Domleschger Sommerkonzerten tritt er auch weiterhin als Solist und als Kammermusiker auf.